# Kabini
La rivière Kabini (ou Kapila) est un cours d'eau indien qui coule dans les États du Kerala et du Karnataka. Elle est un affluent du Cauvery.